# Mont Ventoux

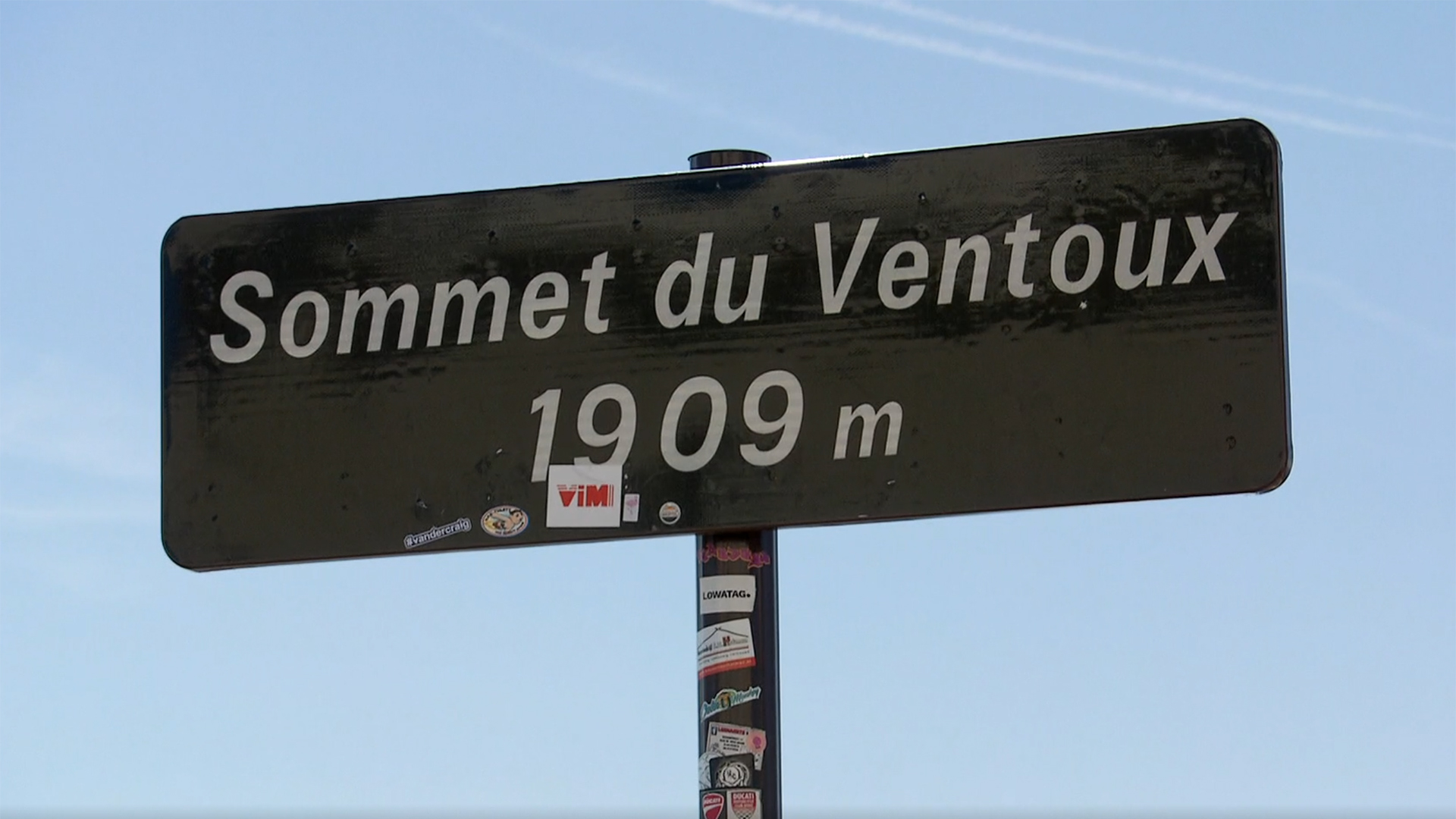
Schild auf dem Gipfel (Sommet) mit der offiziellen Höhe von 1909 m

Der Mont Ventoux ist ein 1909 m hoher dominanter Berg in der französischen Provence. Die Kelten verehrten ihn wahrscheinlich als heiligen Berg. Über die Region hinaus populär wurde der Mont Ventoux nach der Besteigung und Beschreibung durch Francesco Petrarca im Jahr 1336. Heute ist er durch eine Bergstraße erschlossen, die große Bedeutung für den Radsport hat. Der Mont Ventoux trägt den Beinamen Géant de Provence (Riese/Gigant der Provence).

## Lage und Topographie
Der Mont Ventoux ist ein in West-Ost-Richtung gestrecktes Bergmassiv etwa 45 km nordöstlich von Avignon und knapp 100 km nördlich von Marseille. Die Länge des leicht S-förmig gekrümmten Bergkammes beträgt etwa 23 km. Der Berg liegt in den Provenzalischen Voralpen, vereinzelt wird er jedoch auch den Dauphiné-Alpen zugeordnet. Er bildet zusammen mit der Montagne d’Albion und der Montagne de Lure den nördlichsten und topographisch höchsten Teil eines Kalksteinplateaus, das nach Westen vom Tal der Rhone, nach Süden und Osten vom Tal der Durance und nach Norden von den Tälern der beiden kleinen Flüsse Toulourenc und Jabron begrenzt wird. Im Vergleich zur relativ sanft ansteigenden Südseite des Berges ist die Nordwestflanke und vor allem die Nordostflanke deutlich steiler. Dort finden sich auch Felswände und Schrofengelände.
Administrativ gehört der Berg zum Département Vaucluse. Orte in der Umgebung sind Malaucène etwa 10 Kilometer westlich und Sault etwa 15 Kilometer südöstlich des Gipfels. Er befindet sich im Regionalen Naturpark Mont-Ventoux, dem er seinen Namen gibt.
Der Gipfel ist einer der wenigen Orte, von denen man bei sehr gutem Wetter gleichzeitig das Mittelmeer und die höchsten Gipfel der Alpen und der Pyrenäen sehen kann. Dort befinden sich heute unter anderem ein Observatorium und verschiedene Sendeanlagen.

## Geologie
Der Mont Ventoux gehört geologisch zu den sogenannten Subalpinen Ketten, einem Faltengürtel, der, ähnlich wie das Juragebirge weiter nördlich, dem Bogen der Westalpen unmittelbar vorgelagert ist. Da sie sich morphologisch jedoch nicht besonders deutlich vom Alpenbogen absetzen, werden die Subalpinen Ketten, im Gegensatz zum Jura, geographisch noch zu den Alpen gezählt.
Der Berg ist überwiegend aus Kalksteinen der Unterkreide (Hauterivium bis Unter-Aptium) aufgebaut. Während an der steilen Nordflanke größtenteils Mergelkalke des Barremium anstehen, besteht die Südflanke vor allem aus Kalksteinen des Barremium und unteren Unter-Apt (Bedoulium), die in sogenannter Urgon-Fazies ausgebildet sind. Es handelt sich dabei um fossilreiche riffkalkartige Gesteine, die durch Rudistenmuscheln gekennzeichnet sind.
Das Streichen der Bergrücken, nicht nur des Ventoux, in West-Ost-Richtung korrespondiert mit dem Streichen wichtiger geologischer Strukturelemente in der Region. Dieser tektonische Bau entstammt der Pyrenäen-Phase der alpidischen Orogenese und wurde nachfolgend durch die von den Alpen ausgehende Tektonik teilweise überprägt.
Aufgrund der Dominanz karbonatischer Gesteine im Untergrund ist die Region stark durch Verkarstung geprägt, sodass kaum oberflächlicher Abfluss stattfindet.

## Klima und Vegetation
An seinen Hängen vereinigt der Ventoux alle europäischen Klima- und Vegetationszonen vom Mittelmeer bis Lappland. Bis in den Mai hinein kann es auf dem Ventoux schneien. Das ganze Jahr hindurch muss man allerdings mit einem starken und besonders im Sommer sehr kalt wirkenden Wind, dem Mistral, rechnen.
Das immense Kalkschotterfeld direkt unterhalb des Gipfels wurde erst durch die Rodung des Berges freigelegt. Wie anderenorts in der Provence hatte man den ehemals üppigen Baumbestand zum Bau der Seeflotten des Ancien Régime, aber auch für Brennholz und die Holzkohleherstellung gerodet. Die tieferliegenden Hänge des noch zu Zeiten Jean-Henri Fabres als „nackter“ oder „rasierter“ Berg bezeichneten Ventoux wurden in der Zeit Napoleons III. und später aufgeforstet (u. a. mit aus Nordafrika stammenden Atlas-Zedern). Einzelne Vertreter der ursprünglichen Vegetation werden intensiv gepflegt und sind z. B. bei einem Spaziergang entlang des Wanderweges GR 9 auf der Nordseite zu bewundern. Eine weitere Besonderheit sind die hier wachsenden Trüffel. Die UNESCO erklärte den Mont Ventoux im Jahr 1990 zum Biosphärenreservat, um das Überleben der Pflanzenvielfalt langfristig zu sichern.
Am Fuß des Bergs befindet sich das Weinbaugebiet Côtes du Ventoux.

## Geschichte
Der Name des Berges wurde lange von Mons Ventosus (lateinisch „Windiger Berg“) abgeleitet. Wegen seiner abgeholzten, kahlen Flanken wurde er auch als Mont Pelé (geschälter Berg) bezeichnet. Die neuesten Forschungen stützen sich hingegen auf geläufige Namen, denen die vorlateinische Wurzel *Vin- voransteht. Sie findet sich in der Provence und ihrem Umland in den Namen der Ortschaften Venasque, Venterol (Alpes-de-Haute-Provence), Venterol (Drôme), Vence, Ventabren, Ventavon oder auch auf Korsika in Venaco und Ventiseri. Ebenso erscheint sie im Piemont, wo es ein Venasca gibt, wie auch in den Pyrenäen mit Port de Venasque und Benasque. Diese vorlateinische Wurzel taucht stets im Zusammenhang mit einer Erhöhung oder mit einem Ort auf einer Anhöhe auf und verbindet sich im Falle des Ventoux mit dem Suffix -tur, das eine Distanz, eine Entfernung impliziert. Der Ventoux hieße somit in etwa „der Berg, der von Weitem sichtbar ist“. Bei der etymologischen Ableitung von ventosus handelte es sich demnach um eine der häufigen Volks- oder Pseudoetymologien.
Die aus vielen Blickrichtungen kegelförmig scheinende, weithin sichtbare und imposante Gestalt des Berges hat ihm in den Augen vieler Einheimischer und Besucher besondere Bedeutung verliehen, neben Massif de la Sainte-Baume und Montagne Sainte-Victoire zählt er zu den „Drei Heiligen Bergen der Provence“. Schon von den Kelten wurde er vermutlich als Sitz einer Windgottheit verehrt, unter anderem zeugen Artefakte wie kleine Tontrompeten von dem Kult. Vermutlich wurde der Berg dabei auch bereits sehr früh bestiegen.
In einem auf den 26. April 1336 datierten Brief, der auf Latein verfasst und an den Frühhumanisten Dionysius von Borgo San Sepolcro gerichtet war, erzählt der Dichter Francesco Petrarca, wie er zusammen mit seinem Bruder den Mont Ventoux bestieg. Die Schilderung dieser Besteigung gilt seit langer Zeit als Ausdruck einer neuen Natur- und Landschaftserfahrung, bei der sich ästhetische und kontemplative Sichtweisen miteinander verbinden. Aus diesem Grund wird die Besteigung des Mont Ventoux heute von einigen Forschern als der Schlüsselmoment an der Schwelle vom Mittelalter zur Neuzeit angesehen. Die Schilderung dieser Besteigung wäre in dieser 1860 von Jacob Burckhardt begründeten Lesart auch als Geburtsstunde des Alpinismus überhaupt anzusehen, da hier das Bergsteigen erstmals als Selbstzweck dargestellt würde:

„Den höchsten Berg dieser Gegend, den man nicht unverdient Ventosus, den Windumbrausten, nennt, habe ich am heutigen Tage bestiegen, einzig von der Begierde getrieben, diese ungewöhnliche Höhenregion mit eigenen Augen zu sehen.“

Auch der Dichterfürst der Provence, Frédéric Mistral, bestieg den Mont Ventoux, dem französischen Universalgelehrten Jean-Henri Fabre diente der Berg als biologisches Freilandlabor quasi direkt vor seiner Haustür.
Am 6. Januar 1947 geriet ein Verkehrsflugzeug des Typs Amiot AAC.1 (Kopie der Junkers Ju 52/3m) der Fluggesellschaft Transports Aériens Intercontinentaux (TAI) (Luftfahrzeugkennzeichen F-BBYK) aufgrund stark geänderter Windverhältnisse vom Kurs ab und flog in 1800 Meter Höhe in eine schneebedeckte Flanke des Mont Ventoux und wurde zerstört. Die dreiköpfige Besatzung des Frachtflugs von Marseille nach Lyon überlebte.

## Tourismus
Der „Gigant der Provence“ (Géant de Provence) ist ein beliebtes Ziel von Auto- und Motorradtouristen, die von Malaucène, Sault oder Bédoin aus den Gipfel erreichen. Gleichzeitig ist der Berg auch eine besondere Attraktion für Radfahrer, für die bergauf fast durchweg eine eigene Spur markiert ist. Ferner stehen entlang jeder Auffahrt durchnummerierte Kilometersteine oder Schilder, die über die durchschnittliche Steigung, die Reststrecke bis zum Gipfel und die momentane Höhe informieren. Als Radfahrer wird man – weiter oben und mit dem Gipfel im Hintergrund – von Fotografen abgelichtet, sodass man sein Bild am nächsten Tag im Internet erwerben kann.
Für Wanderer bieten sich immer noch viele Möglichkeiten, den Mont Ventoux abseits der Touristenstraße zu erforschen. Zwei der für Frankreich typischen Fernwanderwege (sentiers de grande randonnée), der GR 9 und der GR 4, kreuzen sich am „Balcon Nord“ des Mont Ventoux.

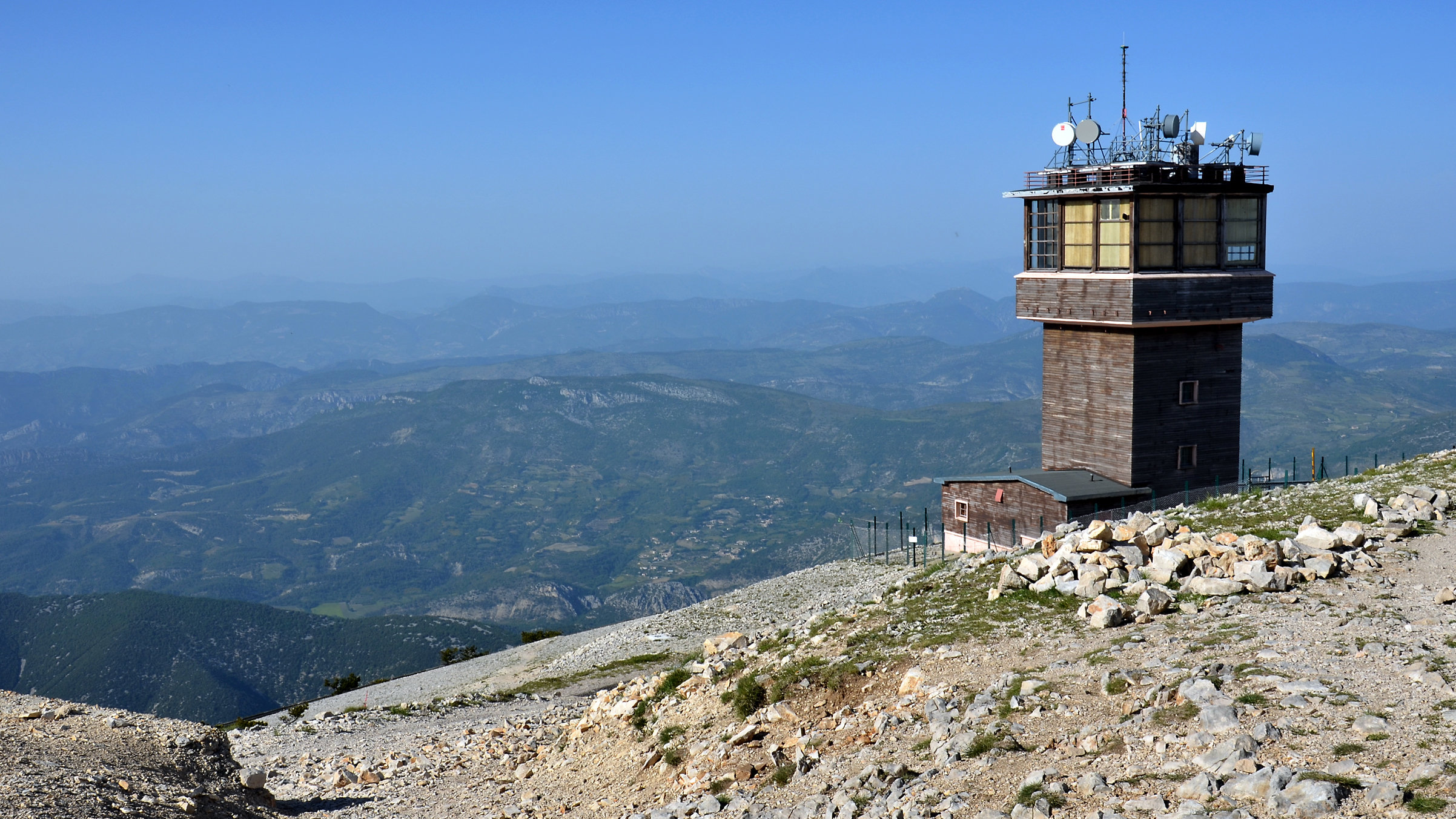
Blick vom Gipfel in Richtung Norden
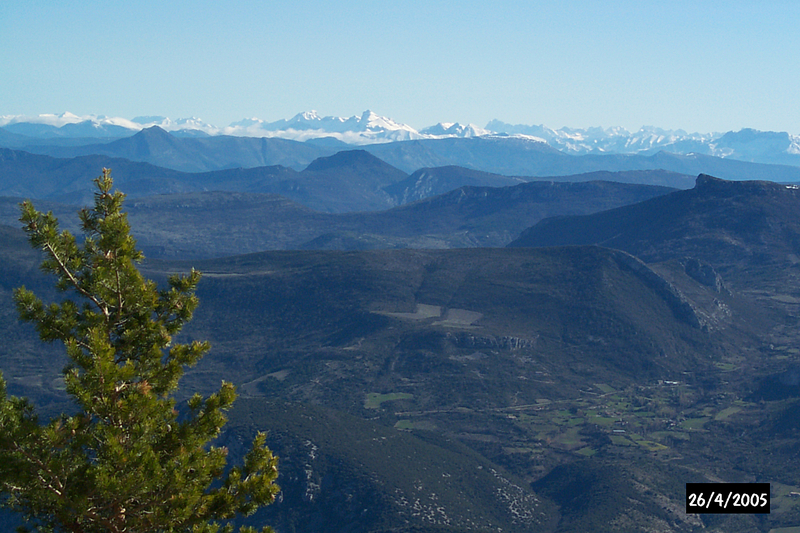
Alpenblick vom Balcon Nord
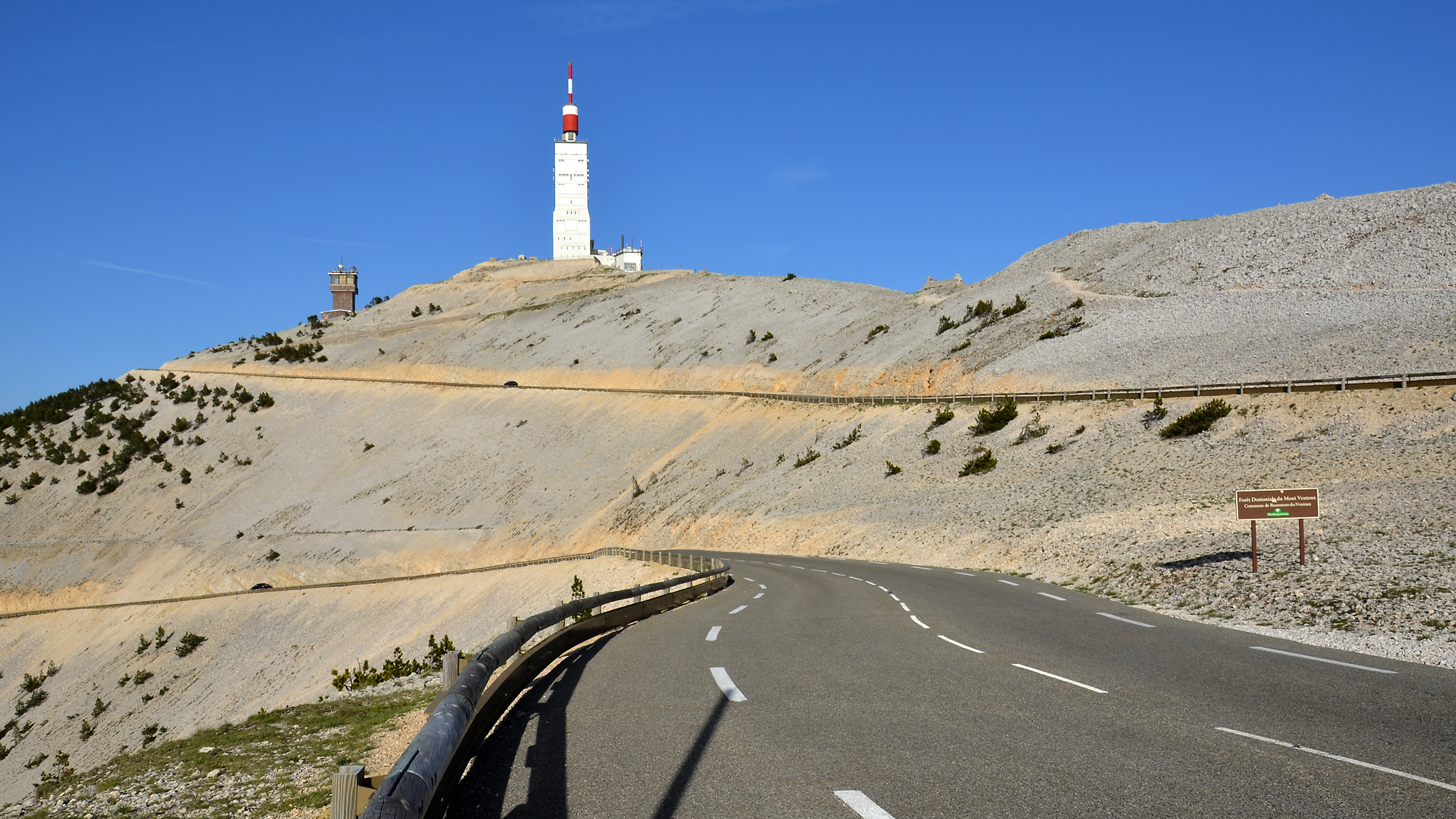
Der Gipfel von Nordwesten
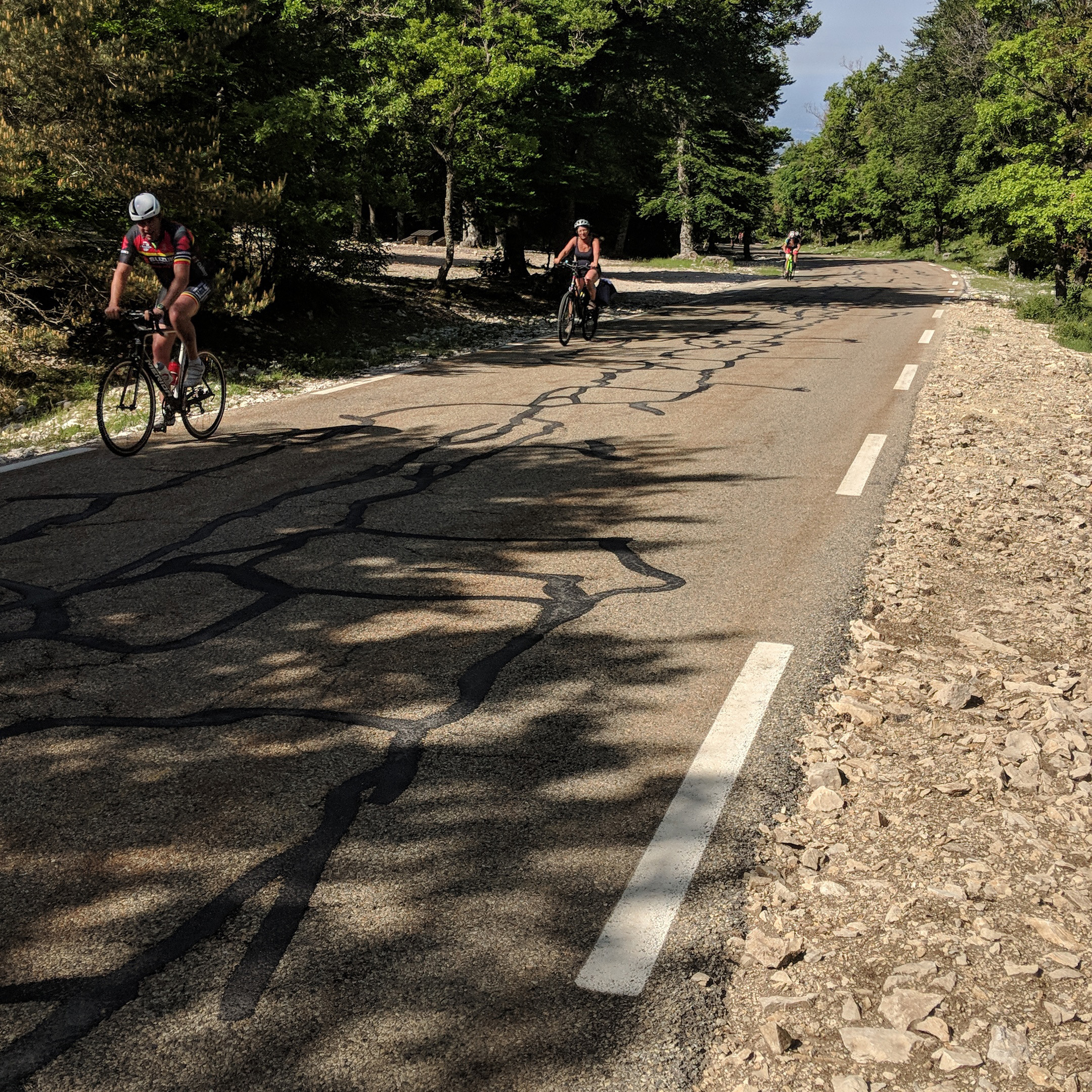
Straße im Waldstück von Bédoin aus mit 9 % mittlerer Steigung
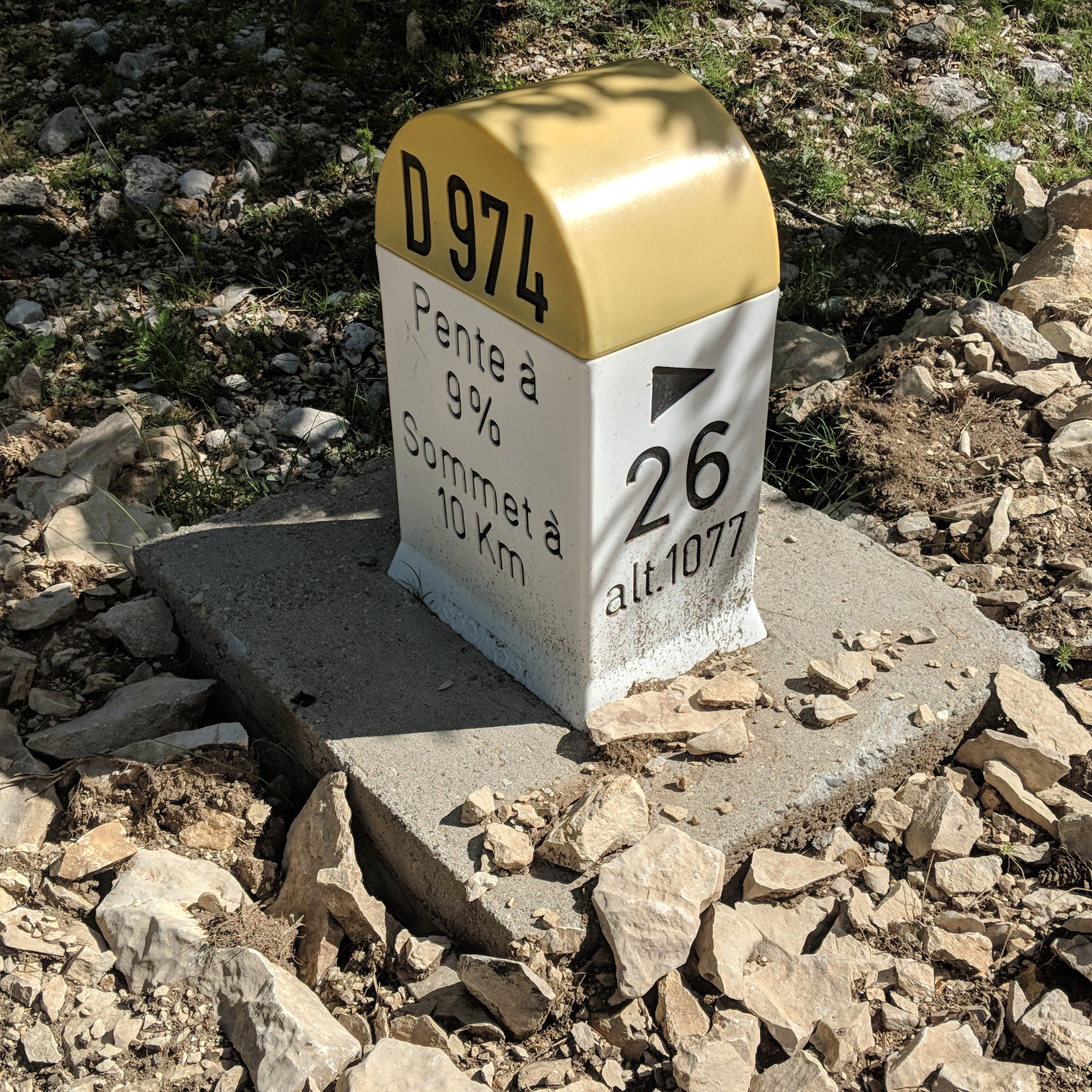
Ein Kilometerstein im Waldstück von Bédoin zum Chalet Reynard
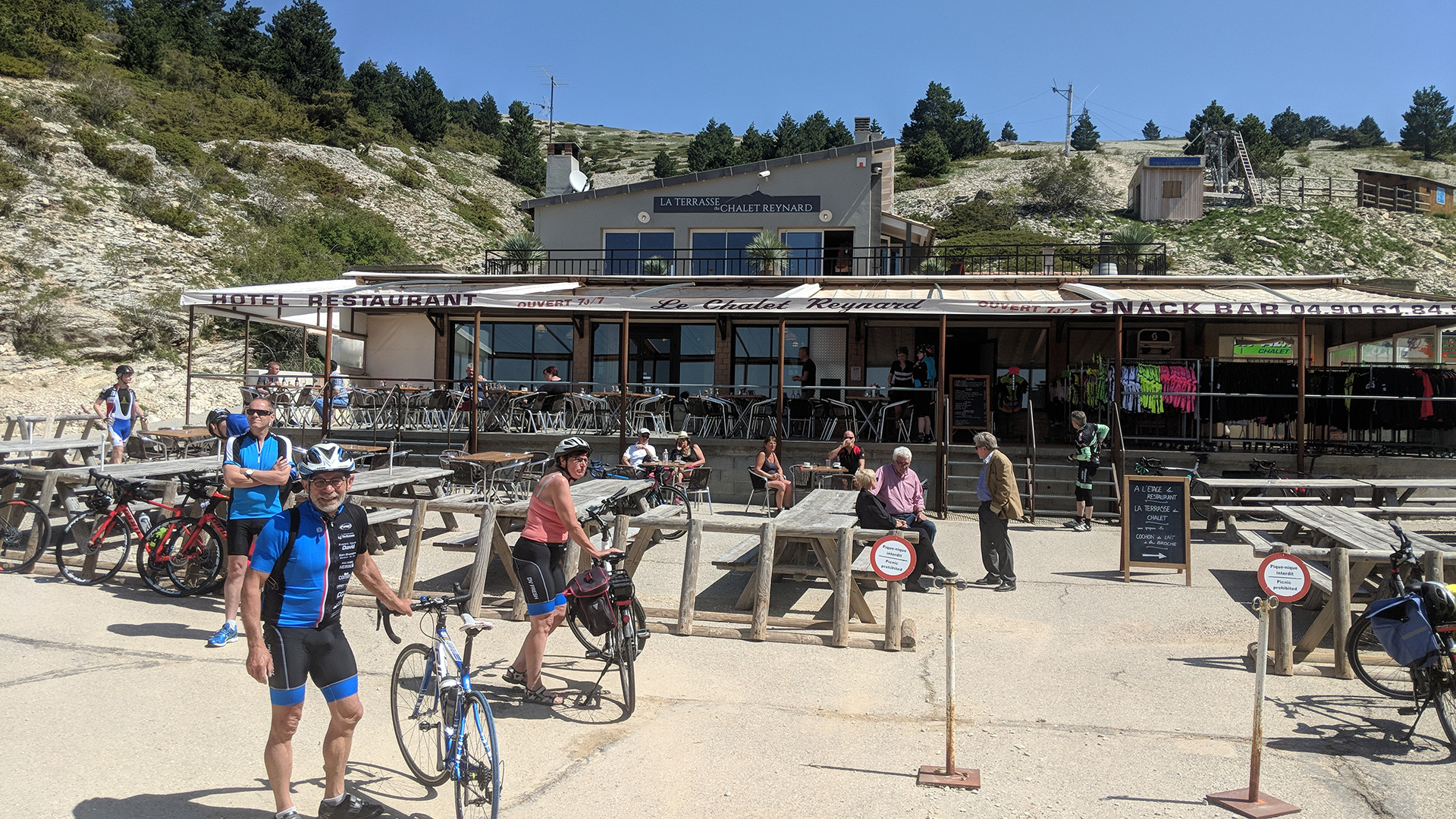
Das Chalet Reynard auf 1405 m Höhe
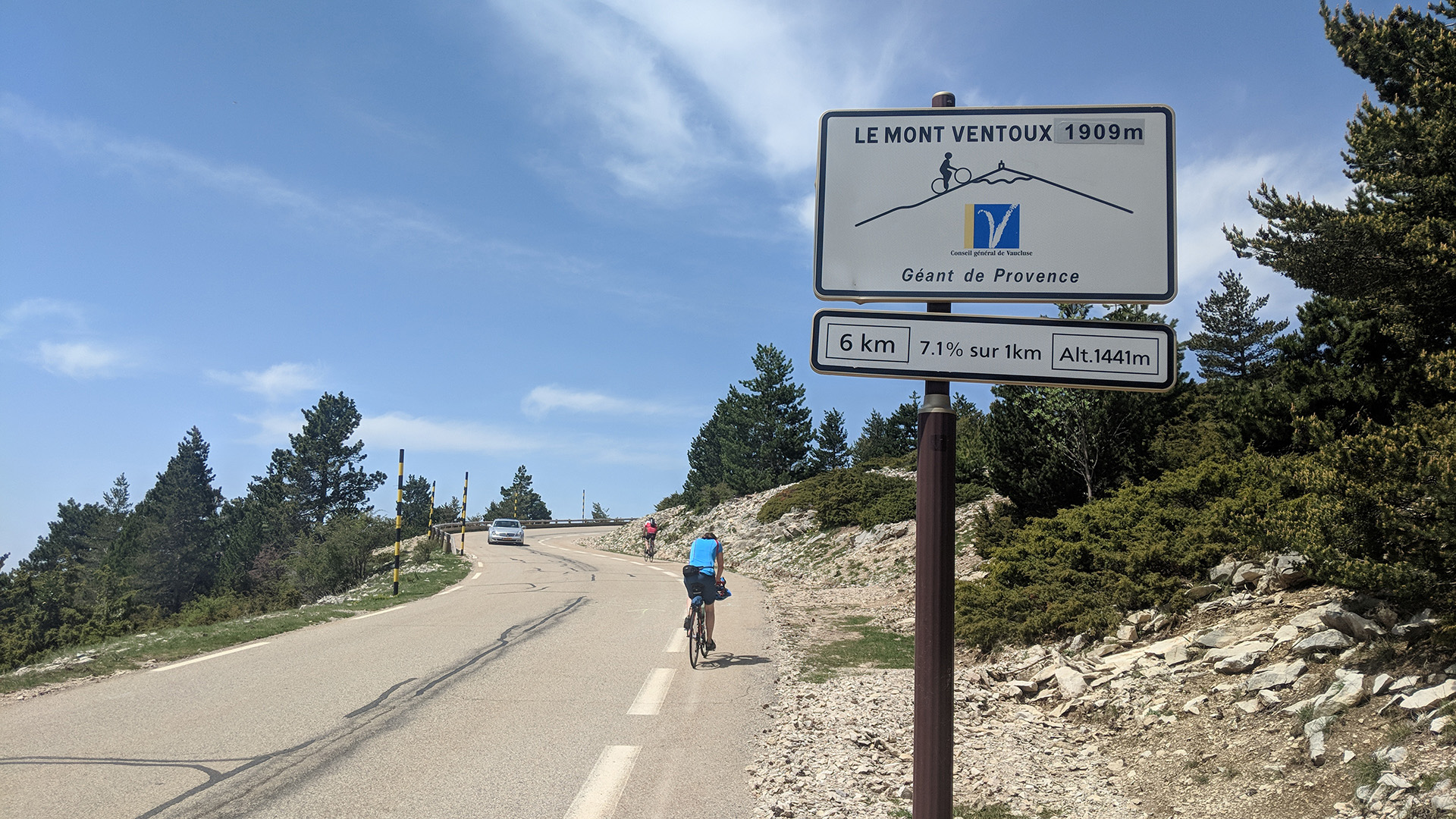
Schild knapp oberhalb des Chalet Reynard mit der korrigierten offiziellen Höhe von 1909 m
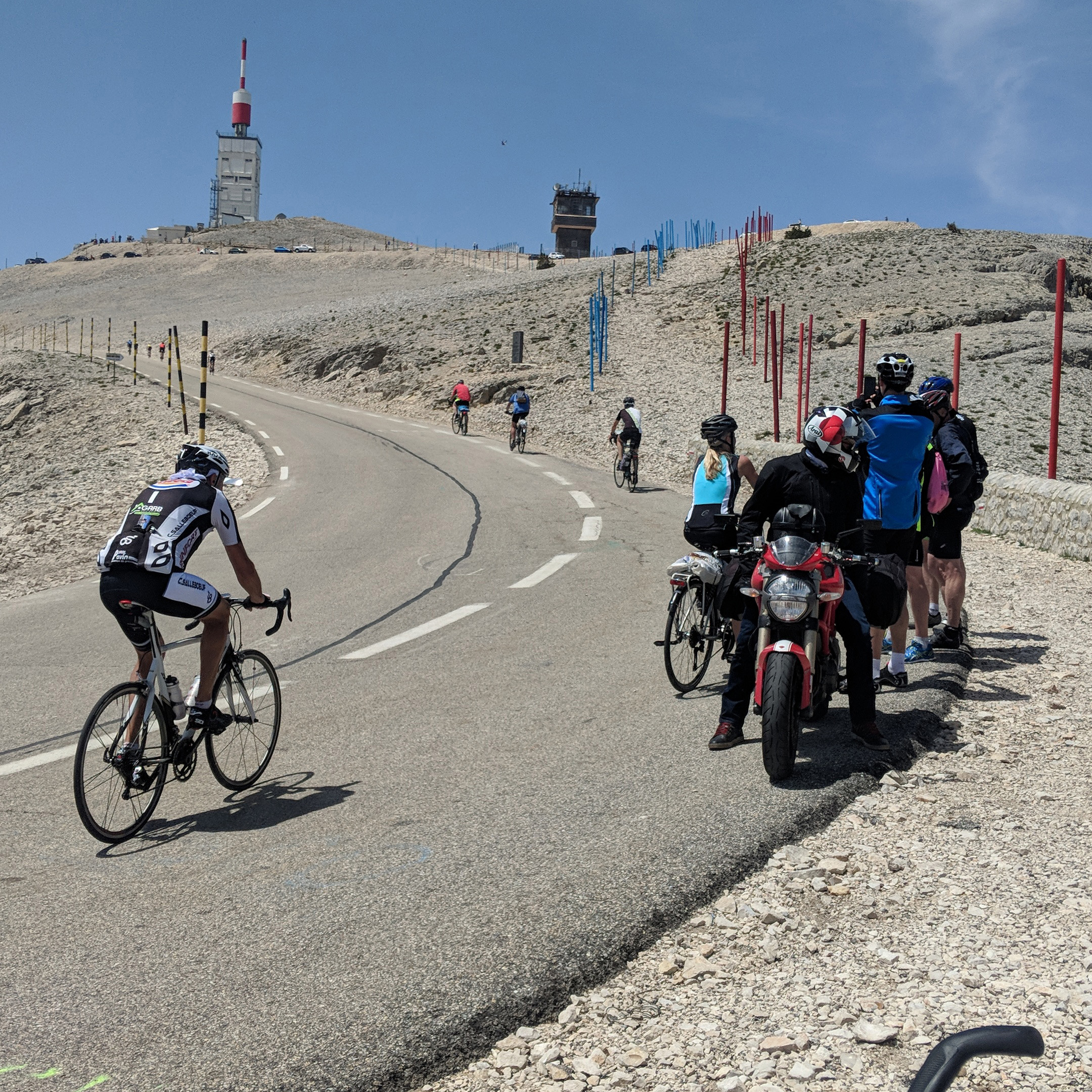
Kurze Pause am Col des Tempêtes auf 1830 m Höhe

## Sport

### Radsport
Der Mont Ventoux zählt neben dem Col du Galibier, Col du Tourmalet und der Auffahrt nach Alpe d’Huez zu den bekanntesten Anstiegen der Tour de France. Obwohl er bei seiner Erstbefahrung im Jahr 1951 überquert wurde, diente er in der näheren Vergangenheit des Rennens meist als Bergankunft. Die große Bekanntheit des Mont Ventoux ist nicht zuletzt auf sein unverkennbares Erscheinungsbild zurückzuführen. Weiters zählt er mit einer Länge von mehr als 20 Kilometern und Kilometerschnitten jenseits der 10 % Marke zu den anspruchsvollsten Anstiegen Frankreichs. Hinzu kommt die große Anfälligkeit von Hitze und Wind, die die Auffahrt zusätzlich erschweren.
Die Tour de France führte bislang 18-Mal über den Mont Ventoux, wobei der Berg im Jahr 1967 zu trauriger Berühmtheit gelangte, als der Brite Tom Simpson eineinhalb Kilometer vor dem Gipfel erschöpft zusammenbrach und wenig später an der Unglücksstelle verstarb. Neben der Frankreich-Rundfahrt gingen auch Etappen von Paris–Nizza und des Critérium du Dauphiné auf dem „Gigant der Provence“ zu Ende. Weiters dient er seit dem Jahr 2019 als Ziel der Mont Ventoux Dénivelé Challenge. Im Frauenradsport war der Mont Ventoux erstmals im Jahr 2016 Zielort. Damals endete die dritte Etappe der Tour Cycliste Féminin International de l’Ardèche (TCFIA) auf dem Gipfel, wobei sich die Österreicherin Anna Kiesenhofer über die südliche Route via Bédoin durchsetzte. Im Ultracycling war der Mont Ventoux bereits Checkpoint des Transcontinental Race (2015) und Three Peaks Bike Race (2020 und 2022).

#### Auffahrten
Der Mont Ventoux kann über drei Auffahrten erklommen werden, wobei einzig die D974 auf den Gipfel führt. Sie verbindet das westliche Malaucène mit dem südlicheren Bédoin. Alternativ kann die Passhöhe auch aus östlicher Richtung von Sault erreicht werden, wobei die dabei genutzte D164 beim Chalet Reynard rund sechs Kilometer vor dem Gipfel in die D974 mündet.
Die wohl bekannteste Auffahrt ist jene von Bédoin, die bei den meisten Bergankünften der Tour de France genutzt wird. Sie ist 21,4 Kilometer lang und weist eine durchschnittliche Steigung von 7,5 % auf. Der Anstieg lässt sich in drei Abschnitte gliedern, die sich landschaftlich stark voneinander unterscheiden. Die ersten 5,5 Kilometer führen bei geringen Steigungsprozenten von rund 5 % über landwirtschaftlich genutzte Flächen in Richtung Osten. Hier werden die Ortschaften Sainte-Colombe und Les Bruns durchfahren, ehe man beim Restaurant Le Virage eine enge Kehre erreicht. Nun beginnt die eigentliche Auffahrt und die Steigungsprozente nehmen auf der schmalen Straße deutlich zu. Die anschließenden 9,5 Kilometer führen durch dicht bewaldetes Gebiet in Richtung Nordosten, wobei die Steigungsprozente meist nur knapp unterhalb der 10 %-Marke liegen. Die Straße verläuft dabei meist gerade und beinhaltet nur wenige Kurven, sowie zwei Kehren, die sich zur Hälfte und am Ende des zweiten Abschnitts befinden. Mit zunehmender Höhe lichtet sich der Wald und die Straße flacht auf den letzten 500 Metern ab, ehe das Chalet Reynard nach einer Distanz von rund 15 Kilometern auf einer Höhe von etwa 1400 Metern erreicht wird. Nun beginnt der dritte und letzte Abschnitt, auf dem die Straße in nordöstlicher Richtung entlang des Bergrückens mäandert. Die Steigungsprozente liegen nun bei rund 7 %, wobei man das Observatorium am Gipfel des Berges bereits von Weitem erkennen kann. Dies liegt an der Steinwüste, die den oberen Teil des Berges bedeckt. Auf den letzten Kilometern, die durch eine karge Mondlandschaft führt, nehmen die Steigungsprozente wieder deutlich zu, wobei auf den letzten 1500 Metern wieder Steigungsprozente jenseits von 10 % erreicht werden. Hier befindet sich der Gedenkstein für Tom Simpson, ehe der Col des Tempêtes 750 Meter vor dem Gipfel erreicht wird. Nach einer letzten steilen Kehre gelangt man schlussendlich zum höchsten Punkt des Anstiegs, der sich direkt neben dem Observatorium befindet.
Die Westauffahrt diente im Jahr 1951 als erste Auffahrt im Rahmen der Tour de France. Sie ist 21,1 Kilometer lang und weist eine durchschnittliche Steigung von 7,5 % auf, womit sie ähnlich anspruchsvoll ist wie die Auffahrt von Bédoin. Als Startpunkt dient die Kreuzung aus D938 und D974, wobei die ersten 1500 Meter bei geringen Steigungsprozenten zum Restaurant La Source Du Grozeau führen. Nun beginnt die breite Straße deutlich anzusteigen und weist auf den anschließenden drei Kilometern Steigungsprozente von rund 8 % auf, wobei sie über mehrere Kurven durch dicht bewaldetes Terrain führt. Danach folgen vier flachere Kilometer (rund 6 % im Schnitt) auf den sich der Wald gelegentlich lichtet. Die Straße verläuft dabei meist gerade in Richtung Westen, ehe kurz vor dem Aussichtspunkt Belvedere eine langgezogene Kurven-Kombination erfolgt. Zugleich beginnt die Straße hier rund 12 Kilometer vor dem Gipfel deutlich anzusteigen und es folgt der anspruchsvollste Abschnitt, der auf einer Länge von fünf Kilometern eine Durchschnittssteigung von mehr als 9 % aufweist und Rampen von rund 13 % beinhaltet. Erst kurz vor der Station du Mont Serein, die auf einer Höhe von rund 1400 Metern liegt flacht die Straße wieder deutlich ab. Rund sechs Kilometer vor dem höchsten Punkt folgt man bei einem Kreisverkehr den Schildern zum Mont Ventoux, ehe die Steigungsprozente wieder deutlich zunehmen und mit rund 8 % im Schnitt auf den Gipfel führen. Zudem wird die Straße nun deutlich schmaler und umfasst im Finale fünf Kehren, wobei man auf den letzten 2500 Meter erstmals einen Blick auf das Observatorium erhält. Kurz darauf erreicht man die karge Mondlandschaft, die das letzte Drittel der Südauffahrt prägt.
Die dritte Auffahrtsmöglichkeit bildet die Kombination aus D164 und D974. Sie beginnt im südöstlichen Sault und weist auf einer Länge von 25,6 Kilometern eine durchschnittliche Steigung von 4,5 % auf. Die Auffahrt beginnt mit einer kurzen Abfahrt an der Kreuzung aus D942 und D164, wobei man letzterer rund 1000 Meter zur Überquerung der Nesque folgt. Nun beginnt die schmale Straße anzusteigen und führt mit rund 5 % im Schnitt in Richtung Gipfel. Nachdem man nach etwa acht Kilometern den dicht bewaldeten Abschnitt des Anstiegs erreicht, beginnt die Straße zu mäandern, wobei sie ab Kilometer 13 zusehends abflacht und fünf Kilometer später nahe zu flach zum Chalet Reynard führt. Die letzten Meter zum Restaurant, das das letzte Drittel der Südauffahrt einläutet, verlaufen dabei sogar leicht abschüssig. Nun wechselt man auf die D974, die rund 8 % im Schnitt den anspruchsvollsten Abschnitt der Auffahrt darstellt. Die letzten sechs Kilometer führen dabei durch die karge Mondlandschaft auf den Gipfel.

#### Tour de France

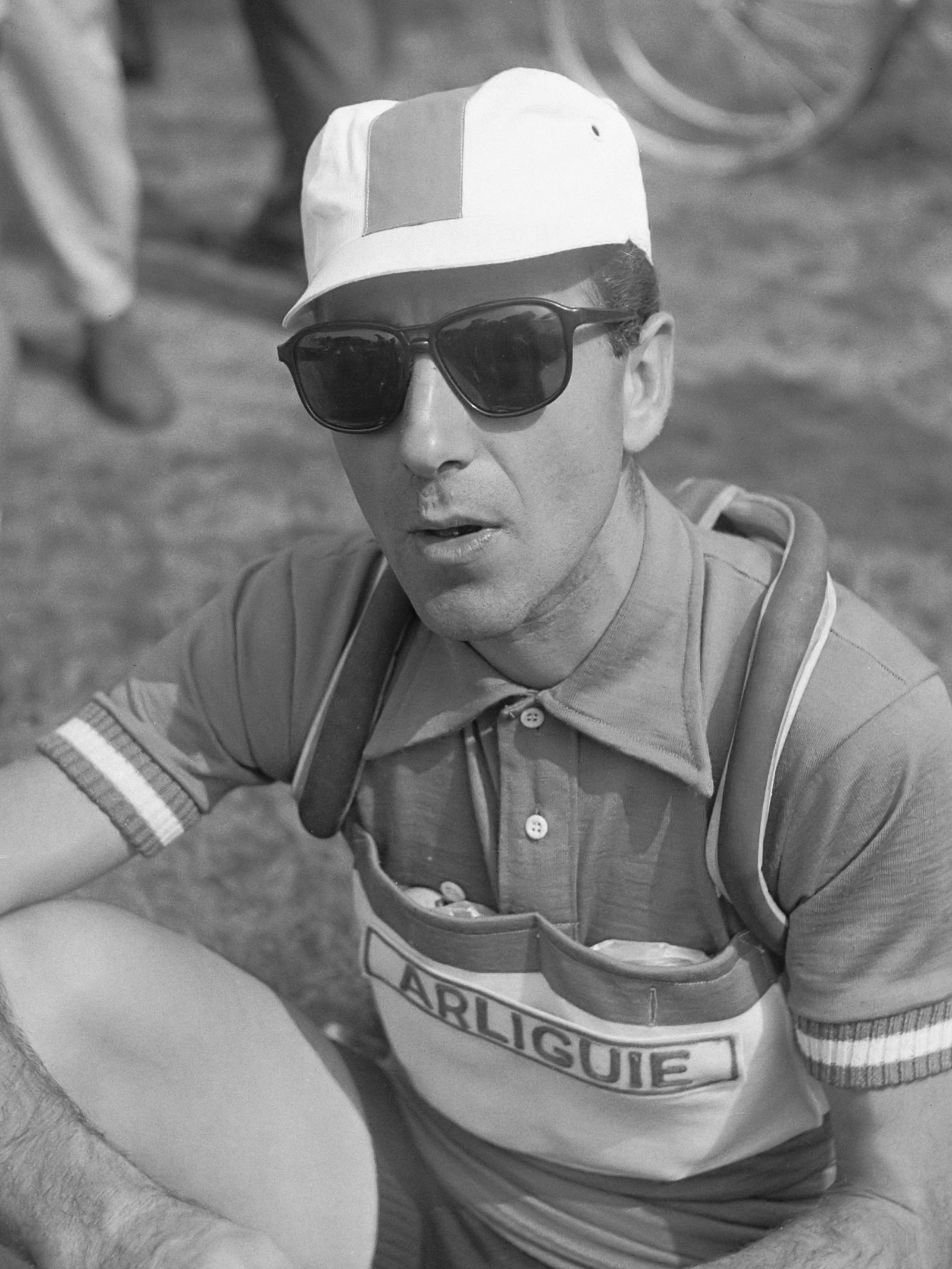
Der Franzose Lucien Lazaridès führte im Jahr 1951 als erster Fahrer über den Mont Ventoux. Damals wurde die Westauffahrt von Malaucène befahren.

Die Tour de France führte im Jahr 1951 im Rahmen der 38. Austragung erstmals auf den Mont Ventoux. Der Anstieg stellte auf der 17. Etappe zwischen Montpellier und Avignon die einzige Bergwertung (1. Kategorie) des Tages dar und wurde 60 Kilometer vor dem Ziel überquert. Bereits auf den ersten Kilometern der Westauffahrt von Malaucène teilte sich das Hauptfeld in mehrere Gruppen. Etwa zur Hälfte des Anstiegs folgten vier Attacken des Gesamtzweiten Raphaël Géminiani, der sich jedoch nicht vom gesamtführenden Schweizer Hugo Koblet absetzen konnte. Als Erster erreichte schließlich Lucien Lazaridès den Gipfel, nachdem er zunächst zurückgefallen war und später einen Fahrer nach dem anderen eingeholt hatte. Der Franzose sicherte sich zudem 40 Bonussekunden auf dem Gipfel und ging als Solist in die anschließende Abfahrt, die nach Bédoin führte. Im Finale formierte sich eine sechs Fahrer umfassende Spitzengruppe, aus der Louison Bobet rund drei Kilometer vor dem Ziel angriff und so die Etappe für sich entschied. Hugo Koblet verteidigte das Gelbe Trikot, das er bis zum Ende der Rundfahrt nicht mehr abgeben sollte.
Bereits im Jahr 1952 kehrte die Tour de France auf den Mont Ventoux zurück, wobei erstmals die Südwestauffahrt von Bédoin genutzt wurde. Als Zielort diente erneut Avignon, das wieder rund 60 Kilometer nach der Überquerung erreicht wurde. Jean Robic nutzte einen Platten des gesamtführenden Fausto Coppi um sich vom Hauptfeld abzusetzen, ehe er die Ausreißer im Anstieg einholte, als Solist über die Bergwertung führte und schlussendlich die Etappe mit einem Vorsprung von rund eineinhalb Minuten gewann. Dahinter verteidigte Fausto Coppi als Siebter das Gelbe Trikot, wobei sein Vorsprung im Gesamtklassement nach den Alpen-Etappen bereits mehr als 25 Minuten betrug. Die dritte Befahrung erfolgte im Jahr 1955, wobei neuerlich die Auffahrt von Bédoin genutzt wurde. Louison Bobet der die Mont Ventoux-Etappe bereits im Jahr 1951 gewonnen hatte, nutzte den Anstieg, um sich von den übrigen Fahrern abzusetzen, ehe er die Etappe in Avignon gewann und mehr als fünf Minuten auf den gesamtführenden Antonin Rolland aufholte. Der Franzose brachte sich zugleich vor den Pyrenäen-Etappen in Stellung, wo er seinen Dritten Gesamtsieg in Folge fixierte. In jenem Jahr wurde die Auffahrt zum Mont Ventoux von hohen Temperaturen geprägt, die den Asphaltbelag der Straße schmelzen ließen. Am Fuße des Anstiegs meinte Raphaël Géminiani gegenüber dem schneller fahrenden Ferdy Kübler: „pass auf, der Mont Ventoux ist nicht wie andere Anstiege.“ worauf dieser entgegnete: „Ferdy ist nicht wie andere Radfahrer“. Doch der Schweizer brach im Anstieg ein und verlor fast 20 Minuten auf die Spitze. Nachdem er völlig erschöpft in der anschließenden Abfahrt mehrmals zu Sturz gekommen war, wurde er in einer Bar nahe des Zielorts gesehen, als er ein Bier nach dem anderen trank, ehe er auf der Fahrt Richtung Avignon zunächst in die entgegengesetzte Richtung aufbrach. Am selben Abend gab er die Tour de France mit den Worten „Ferdy hat sich am Ventoux umgebracht“ auf. Noch schlechter erging es in jenem Jahr dem 25-jährigen Bretonen Jean Malléjac, der die Tour de France des Jahres 1953 auf dem zweiten Gesamtrang beendet hatte. Der unter dem Einfluss von Amphetamin stehende Fahrer verlor rund sechs Kilometer unterhalb des Gipfels das Bewusstsein und musste vom Tourarzt Dr. Pierre Dumas mit Sauerstoff versorgt werden.
Die erste Bergankunft auf dem Mont Ventoux fand im Jahr 1958 statt, wobei die Etappe im Rahmen eines Einzelzeitfahrens ausgetragen wurde. Als Startort diente Bédoin, bevor die 21,5 Kilometer lange Südwestauffahrt auf den „Gigant der Provence“ führte. Den Etappensieg sicherte sich der Luxemburger Charly Gaul, der im Vorfeld der Etappe bereits einen Rückstand von mehr als zehn Minuten im Gesamtklassement aufwies. Gegenüber dem gesamtführenden Raphaël Géminiani machte er am Mont Ventoux rund fünf Minuten gut, womit er sich vorerst auf den dritten Gesamtrang schob. Wenige Tage später fixierte er mit einem Etappensieg im Abschlusszeitfahren von Dijon seinen einzigen Gesamtsieg bei der Tour de France. Charly Gaul absolvierte die Auffahrt von Bédoin damals in einer Zeit von einer Stunde und zwei Minuten, was einer durchschnittlichen Geschwindigkeit von 20,7 km/h entspricht. Nach achtjähriger Abwesenheit ging im Jahr 1965 erstmals eine Etappe mit Massenstart auf dem Mont Ventoux zu Ende. Auf der in Montpellier gestarteten Etappen kam es im Anstieg von Bédoin zum Zweikampf zwischen dem Franzosen Raymond Poulidor und dem Spanier Julio Jiménez, wobei sich der erstgenannte im Zielsprint durchsetzte. Die beiden hatten sich im Schlussanstieg vom gesamtführenden Felice Gimondi absetzten können, der das Gelbe Trikot jedoch mit einem Vorsprung von 34 Sekunden verteidigte und später als Gesamtsieger der 52. Austragung hervorging.

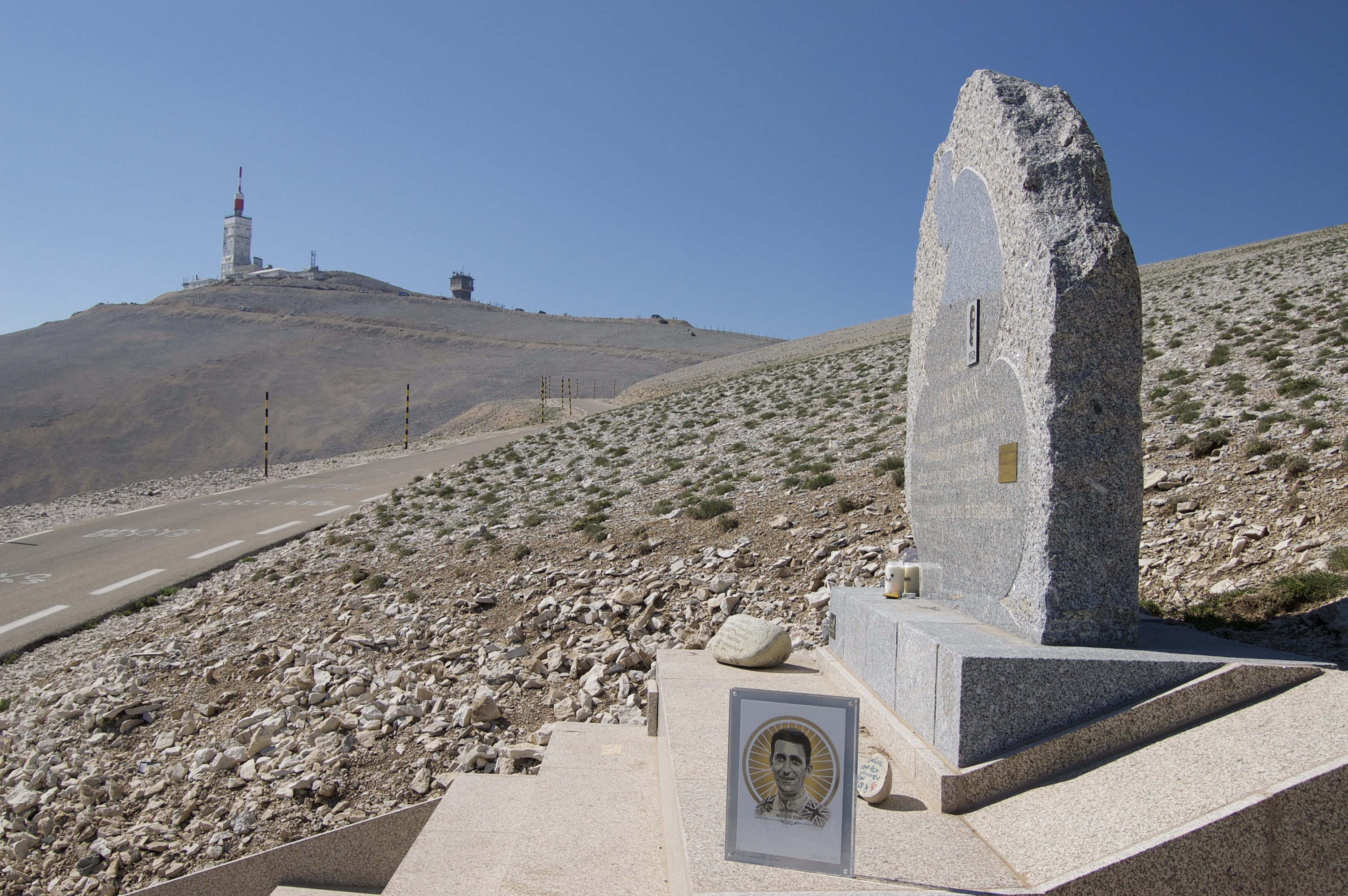
Im Jahr 1967 verstirbt Tom Simpson in der Auffahrt des Mont Ventoux

Die wohl bekannteste Begebenheit auf dem Mont Ventoux ereignete sich im Jahr 1967 als der Brite Tom Simpson am 13. Juli kurz vor dem Gipfel vom Rad fiel und noch an der Unfallstelle verstarb. Damals führte die 13. Etappe von Marseille über die Südwestauffahrt des Mont Ventoux, ehe das Ziel in Carpentras erreicht wurde. Rund neun Kilometer vor dem Gipfel konnten sich erneut Raymond Poulidor und Julio Jiménez nach mehreren Angriffen absetzen, wobei sich diesmal der Spanier als stärkster Fahrer erwies und die letzten fünf Kilometer als Solist absolvierte. Dahinter befand sich der auf dem siebten Gesamtrang liegende Tom Simpson in der zweiten Verfolgergruppe, ehe er zwei Kilometer vor der Bergwertung einbrach und zu taumeln begann. Ermutigt von seinem Teamchef Alec Taylor fuhr er weiter, ehe er das erste Mal zusammenbrach. Nachdem er von zwei Zusehern wieder auf sein Rad gehoben worden war, absolvierte er weitere 300 Meter, bevor er am rechten Fahrbahnrand zum Liegen kam. Sowohl die Reanimationsversuche der Zuseher als auch der Rennärzte blieb ohne Erfolg. Nachdem Tom Simpson mit einem Rettungshubschrauber in ein Krankenhaus nach Avignon geflogen worden war, wurde der Tod des 29-jährigen um 17:40 bekanntgegeben. Im Trikot des Briten fanden die Ärzte Amphetamin-Tabletten. Zudem konnten sie Alkohol im Magen des Verstorbenen nachweisen. Dies deckte sich mit den Berichten des französischen Sportjournalisten Jacques Lohmüller, der angab, Tom Simpson kurz vor dem Anstieg beim Trinken von Cognac gesehen zu haben. Später wurden dem Briten die letzten Worte: „Put Me Back on My Bike“ (zu Deutsch: Setzt mich wieder auf mein Rad) zugeschrieben.
Drei Jahre nach dem Tod von Tom Simpson kehrte die Tour de France im Jahr 1970 auf den Mont Ventoux zurück, wobei der „Gigant der Provence“ als Bergankunft der 14. Etappe diente. Den Etappensieg sicherte sich damals der gesamtführende Eddy Merckx, der sich mit einem Vorsprung von mehr als einer Minute durchsetzte. Als der Belgier die für Tom Simpson errichtete Stele passierte, nahm er zu Ehre seines ehemaligen Teamkollegen die Kappe ab und bekreuzigte sich. Kurz nach der Zielankunft erlitt Eddy Merckx einen Schwächeanfall und musste mit Sauerstoff versorgt werden, ehe er mit der Ambulanz in seine Unterkunft gebracht wurde. Jahre später gab der Belgier an seine Schwäche nur vorgespielt zu haben, um den Interviews der zahlreichen Journalisten zu entgehen. Im Jahr 1972 fand die insgesamt vierte Bergankunft auf dem Mont Ventoux statt, wobei der Berg erstmals seit der Erstbefahrung im Jahr 1951 wieder von Malaucène beklommen wurde. Im Schlussanstieg kam es immer wieder zu Angriffen, wobei es zu einem Großkampf zwischen den Radsportgrößen Eddy Merckx, Luis Ocaña und Raymond Poulidor kam. Den Etappensieg sicherte sich jedoch der Franzose Bernard Thévenet, der zunächst aufgrund eines Sturzes zurückgefallen war und sich auf den letzten 2500 Metern als Solist lösen konnte. Eddy Merckx erreichte das Ziel als Zweiter mit einem Rückstand von 34 Sekunden und verteidigte so die Gesamtführung. Auch im Jahr 1974 überquerte der Belgier den Mont Ventoux im Gelben Trikot und feierte im Anschluss seinen fünften und letzten Gesamtsieg. Eine Neuheit stellte in jenem Jahr die Ostauffahrt von Sault dar, die auf dem Weg von Savines-le-Lac nach Orange absolviert wurde. Mit Gonzalo Aja führte damals ein Spanier über den Gipfel des Mont Ventoux, ehe sich der Belgier Jos Spruyt den Tagessieg im Sprint aus einer kleinen Gruppe sicherte.
Nach einer Abwesenheit von mehr als zehn Jahren wurde der Mont Ventoux bei der Tour de France 1987 zum zweiten Mal im Rahmen eines Einzelzeitfahrens erklommen. Der Anstieg, der bislang von allen Seiten der 1. Kategorie zugeordnet worden war, wurde nun als Berg der Hors Catégorie geführt, die im Jahr 1979 als neue höchste Kategorie eingeführt worden war. Anders als im Jahr 1958 startete die Etappe in Carpentras, ehe es über 14,5 großteils flache Kilometer zur Südwestauffahrt nach Bédoin ging. Im Zeitfahren zeigte der Franzose Jean-François Bernard auf, der in den Jahren zuvor als Helfer von Bernard Hinault und Greg LeMond in den Diensten der La-Vie-Claire-Mannschaft gefahren war. Der 25-jährige gewann die Etappe und übernahm zugleich das Gelbe Trikot, ehe er dieses Tags drauf aufgrund eines Platten an Stephen Roche abgeben musste. Schlussendlich gewann Stephen Roche die Tour de France, während Jean-François Bernard als Gesamtdritter auf dem Podium stand. Die Südwestauffahrt auf den Mont Ventoux absolvierte Jean-François Bernard in einer Zeit von einer Stunde und eineinhalb Minuten, womit er etwas schneller war als Charly Gaul im Jahr 1958.
Im Jahr 1994 fand eine weitere Überquerung des Mont Ventoux statt. Zwischen Montpellier und Carpentras wurde erneut die Auffahrt von Bédoin befahren, wobei der Ausreißer Eros Poli über den Gipfel führte und die Etappe als Solist gewann. Dahinter griff sein Landsmann Marco Pantani an, der sich kurzzeitig von dem gesamtführenden Miguel Indurain absetzen konnte, ehe er nach der anschließenden Abfahrt von der Gruppe um das Gelbe Trikot gestellt wurde. Miguel Indurain behielt die Gesamtführung und feierte wenige Tage später seinen vierten von fünf Tour-de-France-Siegen. Im Jahr 2000 war es Marco Pantani, der die Bergankunft auf dem Mont Ventoux gewann, wobei ihm der gesamtführende Lance Armstrong den Sieg überließ. Später meinte der US-Amerikaner, dass es ein Fehler gewesen war den Etappensieg herzuschenken. Zwei Jahre später siegte der Franzose Richard Virenque auf dem Mont Ventoux, nachdem er sich mit der frühen Ausreißergruppe abgesetzt hatte. Lance Armstrong holte im Schlussanstieg mehr als fünf Minuten auf, musste sich jedoch mit dem dritten Etappenrang begnügen. Eine dritte Möglichkeit die Bergankunft auf dem Mont Ventoux zu gewinnen erhielt Lance Armstrong im Jahr 2009, nachdem er mit 37 Jahren sein Comeback als Radprofi gab. Im Lauf des Rennens kam es jedoch zu einer Rivalität zwischen ihm und seinem jüngeren Teamkollegen Alberto Contador, der das Gelbe Trikot auf der 15. Etappe übernahm. Die Bergankunft auf den Mont Ventoux fand in jenem Jahr am vorletzten Etappentag statt und entschied somit über den Gesamtsieg der Rundfahrt. Der Etappensieg wurde in der Ausreißergruppe entschieden, wobei sich der Spanier Juan Manuel Gárate knapp vor dem Deutschen Tony Martin durchsetzte. Lance Armstrong erreichte das Ziel am Hinterrad von Alberto Contador und Andy Schleck, hinter denen er schlussendlich den dritten Gesamtrang belegte.
Im Rahmen der 100. Austragung der Tour de France ging die 15. Etappe mit einer weiteren Bergankunft am Mont Ventoux zu Ende. Rund 13 Kilometer vor dem Ziel griff der junge Kolumbianer Nairo Quintana an und konnte einen Vorsprung von fast einer Minute auf den gesamtführenden Chris Froome herausfahren. Die Teamkollegen des Briten forcierten das Tempo jedoch rund acht Kilometer vor dem Ziel, ehe Chris Froome noch vor dem Chalet Reynard antrat und als Solist zu dem Kolumbianer aufschloss. Kurz vor dem letzten Kilometer griff der gesamtführende Brite erneut an und konnte sich entscheidend absetzen, ehe er seinen ersten Etappensieg im Gelben Trikot feierte. Zugleich baute er seinen Vorsprung in der Gesamtwertung auf mehr als vier Minuten aus und gewann eine Woche später seine erste Tour de France. Drei Jahre später planten die Organisatoren eine weitere Bergankunft am Mont Ventoux auszutragen, wobei diese erstmals am französischen Nationalfeiertag stattfinden sollte. Aufgrund des starken Windes musste die Zielankunft jedoch kurzfristig zum Chalet Reynard verlegt werden, wodurch sich viele Zuseher auf den letzten Kilometern des Anstiegs versammelten. Während der Belgier Thomas De Gendt die Etappe aus der Ausreißergruppe für sich entschied, kam es dahinter zu einem Eklat, als ein Begleitmotorrad durch die Menschenmassen zum Stehen kam. Nachdem sich der Gesamtführende Chris Froome gemeinsam mit Bauke Mollema und Richie Porte von den anderen Gesamtklassement-Fahrern abgesetzt hatte, kollidierte der letztgenannte Australier mit dem stehenden Motorrad, wodurch alle drei Fahrer zu Boden gingen. Während seine Kontrahenten das Rennen unbeschadet fortsetzen konnten, erlitt das Rad von Chris Froome einen Schaden, was den Briten dazu veranlasste, das Rennen laufend fortzusetzen, während er mit seinem Mannschaftswagen funkte. Nachdem er mehrere Meter zu Fuß zurückgelegt hatte, erhielt er ein Rad vom neutralen Materialwagen, für das er jedoch kein passendes Pedalsystem hatte. Schlussendlich verlor er auf den letzten 1500 Metern fast zwei Minuten und musste das Gelbe Trikot vorläufig an seinen Landmann Adam Yates abgeben. Per Jury-Entscheid wurde ihm jedoch die Zeit von Bauke Mollema zugeschrieben, womit der die Gesamtführung behielt.
Bei der Befahrung des Mont Ventoux im Jahr 2021 wurde der „Gigant der Provence“ im Rahmen der 11. Etappe gleich zweimal überquert, ehe sich das Ziel erstmals in Malaucène befand. Die erste Auffahrt erfolgte aus östlicher Richtung, wobei der Anstieg von Sault als Bergwertung der 1. Kategorie klassifiziert wurde. Im Anschluss folgte die anspruchsvollere Südwestauffahrt von Bédoin, auf der sich der Belgier Wout van Aert von den restlichen Fahrern der Ausreißergruppe absetzte. Nachdem er über den Gipfel geführt hatte, erreichte er das Ziel als Solist mit einem Vorsprung von mehr als einer Minute. Nachdem er die anspruchsvolle Etappe über den Mont Ventoux gewonnen hatte, siegte Wout van Aert auch im Abschlusszeitfahren und im finalen Sprint auf der Champs Élysées, womit er auf jedem Terrain der Rundfahrt seine Stärke unter Beweis stellte. Neben dem Belgier zeigte auch sein Teamkollege Jonas Vingegaard auf, der den gesamtführenden Tadej Pogačar in der zweiten Auffahrt des Mont Ventoux erstmals distanzieren konnte. Der Däne wurde auf der anschließenden Abfahrt zwar eingeholt, stand jedoch am Ende der Rundfahrt als Gesamtzweiter erstmals auf dem Siegerpodest in Paris.
Im Jahr 2025 fand nach zwölf Jahren wieder eine Bergankunft auf dem Mont Ventoux statt. Auf der 16. Etappe, die in Montpellier startete, wurde erneut die Südwestauffahrt von Bédoin genutzt. Die Etappe gewann der Franzose Valentin Paret-Peintre, nachdem er den finalen Sprint knapp gegen Ben Healy für sich entscheiden konnte.
| Jahr  | Etappe     | Bergwertung  | Fahrer                 | Auffahrt  | Zielort        |
| ----- | ---------- | ------------ | ---------------------- | --------- | -------------- |
| 1951  | 17. Etappe | 1. Kategorie | Lucien Lazaridès       | Malaucène | Avignon        |
| 1952  | 14. Etappe | 1. Kategorie | Jean Robic             | Bédoin    | Avignon        |
| 1955  | 11. Etappe | 1. Kategorie | Louison Bobet          | Bédoin    | Avignon        |
| 1958* | 18. Etappe | 1. Kategorie | Charly Gaul            | Bédoin    | Mont Ventoux   |
| 1965  | 14. Etappe | 1. Kategorie | Raymond Poulidor       | Bédoin    | Mont Ventoux   |
| 1967  | 13. Etappe | 1. Kategorie | Julio Jiménez          | Bédoin    | Carpentras     |
| 1970  | 14. Etappe | 1. Kategorie | Eddy Merckx            | Bédoin    | Mont Ventoux   |
| 1972  | 11. Etappe | 1. Kategorie | Bernard Thévenet       | Malaucène | Mont Ventoux   |
| 1974  | 12. Etappe | 1. Kategorie | Gonzalo Aja            | Sault     | Orange         |
| 1987* | 18. Etappe | HC Kategorie | Jean-François Bernard  | Bédoin    | Mont Ventoux   |
| 1994  | 15. Etappe | HC Kategorie | Eros Poli              | Bédoin    | Carpentras     |
| 2000  | 12. Etappe | HC Kategorie | Marco Pantani          | Bédoin    | Mont Ventoux   |
| 2002  | 14. Etappe | HC Kategorie | Richard Virenque       | Bédoin    | Mont Ventoux   |
| 2009  | 20. Etappe | HC Kategorie | Juan Manuel Gárate     | Bédoin    | Mont Ventoux   |
| 2013  | 15. Etappe | HC Kategorie | Chris Froome           | Bédoin    | Mont Ventoux   |
| 2016  | 12. Etappe | HC Kategorie | Thomas De Gendt        | Bédoin    | Chalet Reynard |
| 2021  | 11. Etappe | 1. Kategorie | Julian Alaphilippe     | Sault     | Malaucène      |
| 2021  | 11. Etappe | HC Kategorie | Wout van Aert          | Bédoin    | Malaucène      |
| 2025  | 16. Etappe | HC Kategorie | Valentin Paret-Peintre | Bédoin    | Mont Ventoux   |

* Etappen die als Einzelzeitfahren ausgetragen wurden

#### Bestzeiten
Die nachfolgenden Tabellen beinhalten die schnellsten Zeiten der Südwestauffahrt von Bédoin. Diese weist auf einer Länge von 21,5 Kilometern eine durchschnittliche Steigung von 7,5 % auf. Acht der zehn schnellsten Auffahrten wurden im Rahmen von Einzelzeitfahren absolviert. Der Slowene Tadej Pogačar hält mit einer Zeit von 54 Minuten und 41 Sekunden den Rekord (Stand 2025), welchen er im Rahmen der 16. Etappe der Tour de France 2025, welche von Montpellier auf den Mont Ventoux führte, aufstellte.
Den Rekord bei der Mont Ventoux Dénivelé Challenge stellte der Kolumbianer Miguel Ángel López im Jahr 2021 auf, als er die klassische Südwestauffahrt in einer Zeit von 57 Minuten und 55 Sekunden absolvierte (22,27 km/h Schnitt). Ruben Guerreiro gewann das Rennen ein Jahr später mit einer Zeit von 58 Minuten und 35 Sekunden. Die Zeit von Alexander Wlassow (53:23 min) aus dem Jahr 2020 ist nicht repräsentativ, da das Rennen damals unweit des Col des Tempêtes und somit unterhalb des Gipfels zu Ende ging.
| Platz | Rundfahrt                  | Fahrer               | Zeit      | Schnitt    |
| ----- | -------------------------- | -------------------- | --------- | ---------- |
| 01.   | Tour de France 2025        | Tadej Pogačar        | 54:41 min | 23,59 km/h |
| 02.   | Tour de France 2025        | Jonas Vingegaard     | 54:43 min | 23,58 km/h |
| 03.   | Critérium du Dauphiné 2004 | Iban Mayo            | 55:51 min | 23,10 km/h |
| 04.   | Critérium du Dauphiné 2004 | Tyler Hamilton       | 56:26 min | 22,86 km/h |
| 05.   | Critérium du Dauphiné 1999 | Jonathan Vaughters   | 56:50 min | 22,70 km/h |
| 06.   | Critérium du Dauphiné 2004 | Óscar Sevilla        | 56:54 min | 22,67 km/h |
| 07.   | Critérium du Dauphiné 1999 | Alexander Vinokourov | 57:33 min | 22,42 km/h |
| 08.   | Tour de France 1994        | Marco Pantani        | 57:34 min | 22,41 km/h |
| 09.   | Critérium du Dauphiné 1999 | Wladimir Belli       | 57:34 min | 22,41 km/h |
| 010.  | Critérium du Dauphiné 2004 | Juan Miguel Mercado  | 57:39 min | 22,38 km/h |

| Platz | Jahr | Fahrer                         | Zeit      | Schnitt    |
| ----- | ---- | ------------------------------ | --------- | ---------- |
| 01.   | 2025 | Tadej Pogačar                  | 0:54:41   | 23,59 km/h |
| 02.   | 1994 | Marco Pantani                  | 0:57:34 h | 22,41 km/h |
| 03.   | 2009 | Andy Schleck, Alberto Contador | 0:58:45 h | 21,96 km/h |
| 04.   | 2002 | Lance Armstrong                | 0:59:00 h | 21,86 km/h |
| 04.   | 2013 | Chris Froome                   | 0:59:00 h | 21,86 km/h |
| 06.   | 2000 | Marco Pantani Lance Armstrong  | 0:59:05 h | 21,83 km/h |
| 07.   | 2021 | Jonas Vingegaard               | 0:59:15 h | 21,77 km/h |
| 08.   | 1987 | Jean-Francois Bernard          | 1:01:30 h | 20,98 km/h |
| 09.   | 1958 | Charly Gaul                    | 1:02:09 h | 20,76 km/h |

### Motorsport

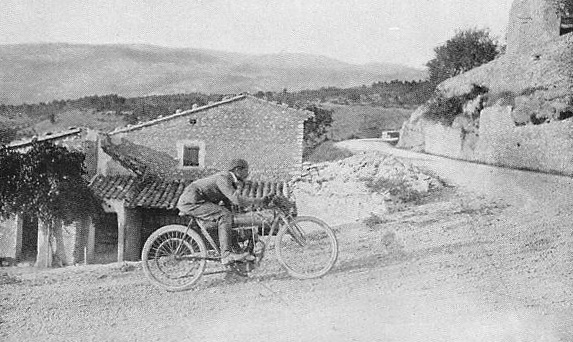
Louis Inghilbert beim Mont-Ventoux-Motorradrennen 1904

Die D 974 an der Südseite des Berges diente über viele Jahre als Rennstrecke. Am 12. September 1900 fuhren drei Wagen der Marke De Dion-Bouton in zweieinhalb Stunden zum Gipfel. Das erste organisierte Rennen (Concours de côte du mont Ventoux) fand 1902 statt. Der Sieger fuhr einen Panhard & Levassor und erreichte eine Durchschnittsgeschwindigkeit von 47,5 km/h. Wesentlich schneller waren 1957 zwei Porsche und ein Maserati mit etwa 100 km/h. Der Geschwindigkeitsrekord wurde 1976 mit 150 km/h erreicht. Seit 1977 gibt es keine Autorennen mehr auf den Mont Ventoux.
Ein Modell von Bugatti ist nach dem Berg benannt: Type 57 Ventoux.

### Aus der französischsprachigen Literatur
- Aimé Autrand: Le département de Vaucluse de la défaite à la Libération (mai 1940-25 août 1944). Aubanel, Avignon, 1965 (frz.)
- Guy Barruol, Nerte Dautier, Bernard Mondon (coord. Und 47 andere.): Le mont Ventoux. Encyclopédie d'une montagne provençale. Alpes de Lumières, 2007. (frz.) ISBN 978-2-906162-92-1.
- Serge Laget: Cols mythiques du Tour de France. L’Équipe, 2005 (frz., Fotoband)

## Dokumentarfilme
- Mont Ventoux: Kampf ums Bergtrikot (Originaltitel: Le roi du mont Ventoux). Regie und Drehbuch: Fons Feyaerts. Frankreich, 2013.